# Давка на Национальном стадионе (Лима)
Давка на Национальном стадионе, или траге́дия в Ли́ме (исп. Tragedia del Estadio Nacional del Perú), произошла 24 мая 1964 года в столице Перу Лиме в конце матча между национальными сборными Перу и Аргентины в рамках отборочного турнира к XVIII летним Олимпийским играм.
Из-за действий судьи, который сначала засчитал, а затем отменил гол в ворота сборной Аргентины на последних минутах матча, что вызвало беспорядки на стадионе среди болельщиков сборной Перу, а также вследствие непрофессиональных действий полиции, возникла давка, в результате которой погибло 328 и пострадало около 4000 человек. Это крупнейшая по числу погибших на стадионах трагедия в истории футбола.